# Luigi Genero
Luigi Licio Genero (Campoformido, 19 ottobre 1932) è un ex calciatore italiano, di ruolo attaccante.

## Carriera
Dopo gli esordi con la Pro Gorizia, debutta in Serie B nella stagione 1952-1953 con il Fanfulla, disputando due campionati per un totale di 54 presenze e 14 reti.
Nel 1954 passa al Brescia, giocando per altri due anni in Serie B e collezionando altre 37 presenze con 5 gol all'attivo. Con le rondinelle fa il suo esordio a Vicenza il 3 ottobre 1954 nella partita Lanerossi Vicenza-Brescia (3-0).
Chiude la carriera in Serie C con la Fedit Roma.